# 2. Fußball-Bundesliga (1991/1992)
Sezon 1991/92 2. Fußball-Bundesligi – 18. edycja rozgrywek niemieckiej 2. Fußball-Bundesligi w piłce nożnej.
W sezonie 1991/92 do rozgrywek ligowych RFN przyłączono drużyny z byłej NRD (do 2. Fußball-Bundesligi przyjęto 6 drużyn), w związku z czym liczba drużyn powiększyła się do 24 i spowodowało to, że rozgrywki toczyły się w dwóch grupach: Nord (Północ) oraz Süd (Południe) i występowało w nich po 12 drużyn. Po zakończeniu sezonu mistrzowie grup awansowali bezpośrednio do Bundesligi, a po dwie ostatnie drużyny z każdej grupy spadały do Amateur-Oberligi. Po zakończeniu sezonu na prośbę klubów połączono obie grupy.

## Nord (Północ)

### Drużyny
W 2. Bundeslidze w grupie Nord w sezonie 1991/92 występowało 12 drużyn.
| Drużyna                                                      | Miasto      | Sezon 1990/91                         | Uwagi                                 |
| Drużyny, które spadły z Bundesligi 1990/91:                  |             |                                       |                                       |
| FC St. Pauli                                                 | Hamburg     | 16. miejsce                           | przegrał baraże z Stuttgarter Kickers |
| Bayer 05 Uerdingen                                           | Krefeld     | 17. miejsce                           |                                       |
| Hertha BSC                                                   | Berlin      | 18. miejsce                           |                                       |
| Drużyny, które występowały w 2. Bundeslidze 1990/91:         |             |                                       |                                       |
| Blau-Weiss 90 Berlin                                         | Berlin      | 6. miejsce                            |                                       |
| Hannover 96                                                  | Hanower     | 10. miejsce                           |                                       |
| SC Fortuna Köln                                              | Kolonia     | 11. miejsce                           |                                       |
| VfB Oldenburg                                                | Oldenburg   | 12. miejsce                           |                                       |
| Eintracht Brunszwik                                          | Brunszwik   | 13. miejsce                           |                                       |
| VfL Osnabrück                                                | Osnabrück   | 14. miejsce                           |                                       |
| SV Meppen                                                    | Meppen      | 16. miejsce                           |                                       |
| Drużyna, która awansowała z Amateur-Oberligi 1990/91:        |             |                                       |                                       |
| FC Remscheid                                                 | Remscheid   | 1. miejsce Amateur-Oberliga Nordrhein | awansował po barażach                 |
| Drużyna, która została przeniesiona z NOFV-Oberligi 1990/91: |             |                                       |                                       |
| FC Stahl Brandenburg                                         | Brandenburg | 8. miejsce NOFV-Oberliga              | wygrał baraże w Grupie Nordost A      |

### Runda wstępna
| Poz. | Klub                 | M  | Pkt. | Mecze | Mecze | Mecze | Bramki | Bramki |
| Poz. | Klub                 | M  | Pkt. | zwy.  | rem.  | por.  | zdob.  | stra.  |
| ---- | -------------------- | -- | ---- | ----- | ----- | ----- | ------ | ------ |
| 1    | Bayer 05 Uerdingen   | 22 | 29   | 12    | 5     | 5     | 35     | 21     |
| 2    | Hannover 96          | 22 | 26   | 8     | 10    | 4     | 25     | 21     |
| 3    | SV Meppen            | 22 | 25   | 8     | 9     | 5     | 30     | 25     |
| 4    | FC St. Pauli         | 22 | 25   | 9     | 7     | 6     | 30     | 25     |
| 5    | VfB Oldenburg        | 22 | 23   | 6     | 11    | 5     | 38     | 32     |
| 6    | Hertha BSC           | 22 | 23   | 8     | 7     | 7     | 30     | 26     |
| 7    | FC Remscheid         | 22 | 22   | 6     | 10    | 6     | 30     | 28     |
| 8    | VfL Osnabrück        | 22 | 22   | 8     | 6     | 8     | 32     | 34     |
| 9    | Eintracht Brunszwik  | 22 | 21   | 7     | 7     | 8     | 35     | 37     |
| 10   | Blau-Weiß 90 Berlin  | 22 | 20   | 8     | 4     | 10    | 29     | 37     |
| 11   | FC Stahl Brandenburg | 22 | 16   | 6     | 4     | 12    | 28     | 37     |
| 12   | SC Fortuna Köln      | 22 | 12   | 2     | 8     | 12    | 22     | 41     |

| Legenda:                     |
| awans do Grupy Mistrzowskiej |
| spadek do Grupy Spadkowej    |

- Bayer 05 Uerdingen, Hannover 96, SV Meppen, FC St. Pauli, VfB Oldenburg i Hertha BSC awansowały do Grupy Mistrzowskiej.
- FC Remscheid, VfL Osnabrück, Eintracht Brunszwik, Blau-Weiss 90 Berlin, FC Stahl Brandenburg i SC Fortuna Köln spadły do Grupy Spadkowej.

### Grupa Mistrzowska
| Poz. | Klub               | M  | Pkt. | Mecze | Mecze | Mecze | Bramki | Bramki |
| Poz. | Klub               | M  | Pkt. | zwy.  | rem.  | por.  | zdob.  | stra.  |
| ---- | ------------------ | -- | ---- | ----- | ----- | ----- | ------ | ------ |
| 1    | Bayer 05 Uerdingen | 32 | 39   | 15    | 9     | 8     | 47     | 29     |
| 2    | VfB Oldenburg      | 32 | 38   | 12    | 14    | 6     | 56     | 39     |
| 3    | Hertha BSC         | 32 | 35   | 13    | 9     | 10    | 46     | 41     |
| 4    | FC St. Pauli       | 32 | 35   | 13    | 9     | 10    | 40     | 38     |
| 5    | Hannover 96        | 32 | 34   | 10    | 14    | 8     | 34     | 37     |
| 6    | SV Meppen          | 32 | 30   | 10    | 10    | 12    | 36     | 37     |

| Legenda:            |
| awans do Bundesligi |

- Bayer 05 Uerdingen awansował do Bundesligi 1992/93.

### Grupa Spadkowa
| Poz. | Klub                  | M  | Pkt. | Mecze | Mecze | Mecze | Bramki | Bramki |
| Poz. | Klub                  | M  | Pkt. | zwy.  | rem.  | por.  | zdob.  | stra.  |
| ---- | --------------------- | -- | ---- | ----- | ----- | ----- | ------ | ------ |
| 7    | Eintracht Brunszwik   | 32 | 33   | 12    | 9     | 11    | 54     | 48     |
| 8    | FC Remscheid          | 32 | 31   | 8     | 15    | 9     | 39     | 38     |
| 9    | VfL Osnabrück         | 32 | 31   | 10    | 11    | 11    | 45     | 54     |
| 10   | Blau-Weiß 90 Berlin * | 32 | 30   | 11    | 8     | 13    | 41     | 50     |
| 11   | SC Fortuna Köln       | 32 | 25   | 8     | 9     | 15    | 39     | 50     |
| 12   | FC Stahl Brandenburg  | 32 | 23   | 8     | 7     | 17    | 37     | 53     |

| Legenda:                             |
| drużyna rozwiązana po sezonie        |
| baraże o pozostanie w 2. Bundeslidze |
| spadek do Oberligi                   |

- SC Fortuna Köln wygrała swoje mecze barażowe i pozostała w 2. Bundeslidze 1992/93.
- FC Stahl Brandenburg spadła do Amateur-Oberligi 1992/93.

 * Po zakończeniu rozgrywek Blau-Weiß 90 Berlin zrezygnował z gry w 2. Bundeslidze 1992/93 (drużyna ogłosiła upadłość i została rozwiązana), dzięki czemu SC Fortuna Köln zagrała w barażach o pozostanie w 2. Bundeslidze.

## Süd (Południe)

### Drużyny
W 2. Bundeslidze w grupie Süd w sezonie 1991/92 występowało 12 drużyn.
| Drużyna                                                      | Miasto               | Sezon 1990/91                      | Uwagi |
| Drużyny, które występowały w 2. Bundeslidze 1990/91:         |                      |                                    | |
| FC Homburg                                                   | Homburg              | 4. miejsce                         | |
| 1. FC Saarbrücken                                            | Saarbrücken          | 5. miejsce                         | |
| SV Waldhof Mannheim                                          | Mannheim             | 7. miejsce                         | |
| 1. FSV Mainz 05                                              | Moguncja             | 8. miejsce                         | |
| SC Freiburg                                                  | Fryburg Bryzgowijski | 9. miejsce                         | |
| SV Darmstadt 98                                              | Darmstadt            | 17. miejsce                        | |
| Drużyna, która awansowała z Amateur-Oberligi 1990/91:        |                      |                                    | |
| TSV 1860 Monachium                                           | Monachium            | 1. miejsce Amateur-Oberliga Bayern | awansował po barażach                                                                                          |
| Drużyny, które zostały przeniesione z NOFV-Oberligi 1990/91: |                      |                                    | |
| Rot-Weiss Erfurt                                             | Erfurt               | 3. miejsce NOFV-Oberliga           | |
| Hallescher FC                                                | Halle                | 4. miejsce NOFV-Oberliga           | przed startem rozgrywek Hallescher FC Chemie Halle zmienił nazwę na Hallescher FC                              |
| Chemnitzer FC                                                | Chemnitz             | 5. miejsce NOFV-Oberliga           | |
| FC Carl Zeiss Jena                                           | Jena                 | 6. miejsce NOFV-Oberliga           | |
| VfB Leipzig                                                  | Lipsk                | 7. miejsce NOFV-Oberliga           | wygrał baraże w Grupie Nordost B przed startem rozgrywek 1. FC Lokomotive Leipzig zmienił nazwę na VfB Leipzig |

### Runda wstępna
| Poz. | Klub                | M  | Pkt. | Mecze | Mecze | Mecze | Bramki | Bramki |
| Poz. | Klub                | M  | Pkt. | zwy.  | rem.  | por.  | zdob.  | stra.  |
| ---- | ------------------- | -- | ---- | ----- | ----- | ----- | ------ | ------ |
| 1    | SC Freiburg         | 22 | 28   | 10    | 8     | 4     | 41     | 25     |
| 2    | 1. FC Saarbrücken   | 22 | 27   | 9     | 9     | 4     | 38     | 24     |
| 3    | FC Carl Zeiss Jena  | 22 | 27   | 10    | 7     | 5     | 28     | 21     |
| 4    | SV Waldhof Mannheim | 22 | 26   | 8     | 10    | 4     | 27     | 17     |
| 5    | Chemnitzer FC       | 22 | 26   | 8     | 10    | 4     | 26     | 19     |
| 6    | FC Homburg          | 22 | 24   | 7     | 10    | 5     | 27     | 22     |
| 7    | 1. FSV Mainz 05     | 22 | 21   | 5     | 11    | 6     | 29     | 25     |
| 8    | Hallescher FC       | 22 | 20   | 5     | 10    | 7     | 27     | 32     |
| 9    | VfB Leipzig         | 22 | 19   | 5     | 9     | 8     | 29     | 33     |
| 10   | TSV 1860 Monachium  | 22 | 19   | 4     | 11    | 7     | 19     | 24     |
| 11   | SV Darmstadt 98     | 22 | 19   | 6     | 7     | 9     | 26     | 36     |
| 12   | Rot-Weiss Erfurt    | 22 | 8    | 2     | 4     | 16    | 21     | 60     |

| Legenda:                     |
| awans do Grupy Mistrzowskiej |
| spadek do Grupy Spadkowej    |

- SC Freiburg, 1. FC Saarbrücken, FC Carl Zeiss Jena, SV Waldhof Mannheim, Chemnitzer FC i FC Homburg awansowały do Grupy Mistrzowskiej.
- 1. FSV Mainz 05, Hallescher FC, VfB Leipzig, TSV 1860 Monachium, SV Darmstadt 98 i Rot-Weiss Erfurt spadły do Grupy Spadkowej.

### Grupa Mistrzowska
| Poz. | Klub                | M  | Pkt. | Mecze | Mecze | Mecze | Bramki | Bramki |
| Poz. | Klub                | M  | Pkt. | zwy.  | rem.  | por.  | zdob.  | stra.  |
| ---- | ------------------- | -- | ---- | ----- | ----- | ----- | ------ | ------ |
| 1    | 1. FC Saarbrücken   | 32 | 42   | 14    | 13    | 5     | 52     | 30     |
| 2    | SV Waldhof Mannheim | 32 | 38   | 12    | 14    | 6     | 44     | 31     |
| 3    | SC Freiburg         | 32 | 37   | 13    | 11    | 8     | 52     | 41     |
| 4    | Chemnitzer FC       | 32 | 36   | 12    | 12    | 8     | 35     | 30     |
| 5    | FC Carl Zeiss Jena  | 32 | 33   | 12    | 9     | 11    | 39     | 36     |
| 6    | FC Homburg          | 32 | 32   | 10    | 12    | 10    | 41     | 36     |

| Legenda:            |
| awans do Bundesligi |

- 1. FC Saarbrücken awansował do Bundesligi 1992/93.

### Grupa Spadkowa
| Poz. | Klub               | M  | Pkt. | Mecze | Mecze | Mecze | Bramki | Bramki |
| Poz. | Klub               | M  | Pkt. | zwy.  | rem.  | por.  | zdob.  | stra.  |
| ---- | ------------------ | -- | ---- | ----- | ----- | ----- | ------ | ------ |
| 7    | VfB Leipzig        | 32 | 31   | 10    | 11    | 11    | 42     | 42     |
| 8    | SV Darmstadt 98    | 32 | 31   | 11    | 9     | 12    | 41     | 49     |
| 9    | 1. FSV Mainz 05    | 32 | 30   | 9     | 12    | 11    | 39     | 38     |
| 10   | TSV 1860 Monachium | 32 | 30   | 8     | 14    | 10    | 31     | 32     |
| 11   | Hallescher FC      | 32 | 27   | 7     | 13    | 12    | 35     | 47     |
| 12   | Rot-Weiss Erfurt   | 32 | 17   | 5     | 7     | 20    | 36     | 75     |

| Legenda:                             |
| baraże o pozostanie w 2. Bundeslidze |
| spadek do Oberligi                   |

- TSV 1860 Monachium przegrał swoje mecze barażowe i spadł do Amateur-Oberligi 1992/93.
- Rot-Weiss Erfurt i Hallescher FC spadły do Amateur-Oberligi 1992/93.

## Baraż o pozostanie w 2. Bundeslidze

### Grupa 1.
| Poz. | Klub               | M | Pkt. | Mecze | Mecze | Mecze | Bramki | Bramki |
| Poz. | Klub               | M | Pkt. | zwy.  | rem.  | por.  | zdob.  | stra.  |
| ---- | ------------------ | - | ---- | ----- | ----- | ----- | ------ | ------ |
| 1    | SC Fortuna Köln    | 4 | 7    | 3     | 1     | 0     | 9      | 3      |
| 2    | TSV 1860 Monachium | 4 | 3    | 1     | 1     | 2     | 2      | 6      |
| 3    | TSV Havelse        | 4 | 2    | 0     | 2     | 2     | 2      | 4      |

| Legenda:                    |
| pozostanie w 2. Bundeslidze |
| spadek do Oberligi          |
| pozostanie w Oberlidze      |

- SC Fortuna Köln wygrała mecze barażowe i pozostała w 2. Bundeslidze 1992/93.
- TSV 1860 Monachium przegrał mecze barażowe i spadł do Amateur-Oberligi 1992/93.
- TSV Havelse pozostał w Amateur-Oberlidze 1992/93.

## Baraż o awans do 2. Fußball-Bundesligi

### Grupa 2.
| Poz. | Klub               | M | Pkt. | Mecze | Mecze | Mecze | Bramki | Bramki |
| Poz. | Klub               | M | Pkt. | zwy.  | rem.  | por.  | zdob.  | stra.  |
| ---- | ------------------ | - | ---- | ----- | ----- | ----- | ------ | ------ |
| 1    | VfL Wolfsburg      | 6 | 10   | 5     | 0     | 1     | 15     | 7      |
| 2    | FSV Zwickau        | 6 | 8    | 4     | 0     | 2     | 17     | 11     |
| 3    | FC Berlin          | 6 | 4    | 2     | 0     | 4     | 9      | 8      |
| 4    | 1. FC Union Berlin | 6 | 2    | 1     | 0     | 5     | 6      | 21     |

| Legenda:                       |
| awans do 2. Fußball-Bundesligi |
| pozostanie w Oberlidze         |

- VfL Wolfsburg awansował do 2. Fußball-Bundesligi 1992/93.
- FSV Zwickau, FC Berlin i 1. FC Union Berlin pozostały w Amateur-Oberlidze 1992/93.

### Grupa 3.
| Poz. | Klub            | M | Pkt. | Mecze | Mecze | Mecze | Bramki | Bramki |
| Poz. | Klub            | M | Pkt. | zwy.  | rem.  | por.  | zdob.  | stra.  |
| ---- | --------------- | - | ---- | ----- | ----- | ----- | ------ | ------ |
| 1    | Wuppertaler SV  | 4 | 8    | 4     | 0     | 0     | 11     | 4      |
| 2    | FSV Salmrohr    | 4 | 3    | 1     | 1     | 2     | 3      | 6      |
| 3    | Preußen Münster | 4 | 1    | 0     | 1     | 3     | 4      | 8      |

| Legenda:                       |
| awans do 2. Fußball-Bundesligi |
| pozostanie w Oberlidze         |

- Wuppertaler SV awansował do 2. Fußball-Bundesligi 1992/93.
- FSV Salmrohr i Preußen Münster pozostały w Amateur-Oberlidze 1992/93.

### Grupa 4.
| Poz. | Klub                   | M | Pkt. | Mecze | Mecze | Mecze | Bramki | Bramki |
| Poz. | Klub                   | M | Pkt. | zwy.  | rem.  | por.  | zdob.  | stra.  |
| ---- | ---------------------- | - | ---- | ----- | ----- | ----- | ------ | ------ |
| 1    | SpVgg Unterhaching     | 4 | 6    | 2     | 2     | 0     | 4      | 1      |
| 2    | SSV Reutlingen 05      | 4 | 4    | 1     | 2     | 1     | 4      | 4      |
| 3    | Viktoria Aschaffenburg | 4 | 2    | 0     | 2     | 2     | 3      | 6      |

| Legenda:                       |
| awans do 2. Fußball-Bundesligi |
| pozostanie w Oberlidze         |

- SpVgg Unterhaching awansował do 2. Fußball-Bundesligi 1992/93.
- SSV Reutlingen 05 i Viktoria Aschaffenburg pozostały w Amateur-Oberlidze 1992/93.